# Chris Martin (calciatore)
Christopher Hugh Martin (Norwich, 4 novembre 1988) è un calciatore scozzese, attaccante del Bristol Rovers.

## Carriera

### Club
Ha giocato cinque partite in Premier League con la maglia del Norwich City.

### Nazionale
Dopo aver giocato nella nazionale inglese Under-17 ha scelto di rappresentare la Scozia.

## Palmarès

### Club

#### Competizioni nazionali
- Football League Trophy: 1

Luton Town: 2008-2009
- Football League One: 1

Norwich City: 2009-2010